# Deputado Irapuan Pinheiro
Deputado Irapuan Pinheiro is een gemeente in de Braziliaanse deelstaat Ceará. De gemeente telt 9.615 inwoners (schatting 2009).